# 丹下左膳 妖刀濡燕
《丹下左膳 妖刀濡燕》（丹下左膳 妖刀濡れ燕）為於1960年上映的日本時代劇電影，由東映製作發行。

## 製作人員
- 企劃：中村有隣
- 導演：松田定次
- 原作：林不忘
- 編劇：小國英雄
- 攝影：川崎新太郎
- 美術：鈴木孝俊
- 照明：中山治雄
- 錄音：東城絹兒郎
- 音樂：富永三郎
- 剪輯：宮本信太郎

## 主要演員
- 丹下左膳：大友柳太朗
- 相馬源之助：大川橋藏
- 櫛巻阿藤：青山京子
- 根來一角：月形龍之介
- 糸路：丘さとみ
- 萩乃：櫻町弘子
- 岩吉：伏見扇太郎
- チョビ安：松島德摩子
- 天野傳八郎：岡田英次
- 鏑木又五郎：戸上城太郎
- 梅澤市之丞：富田仲次郎
- 鹿島外記：香川良介
- 鼓之与吉：多多良純
- 蒲生泰軒：大河内傳次郎

## 外部連結
- 丹下左膳 妖刀濡れ燕（日語）